# Iván García (wielrenner)
Iván García Cortina (Gijón, 20 november 1995) is een Spaans wielrenner die sinds 2021 uitkomt voor Movistar Team.

## Carrière
In 2012 werd García nationaal wegkampioen bij de junioren door zes seconden eerder over de streep te komen dan Jesús Alberto Ruiz en Iker Azkarate. Later dat jaar nam hij deel aan het wereldkampioenschap, waar hij op plek 59 eindigde.
In 2016 won García het jongerenklassement van de Istrian Spring Trophy met een voorsprong van 42 seconden op de Duitser Max Kanter. In juli van dat jaar won García de vierde etappe in de Koers van de Olympische Solidariteit. Aan het eind van die maand werd bekend dat hij een stagecontract had getekend bij Etixx-Quick Step. Namens die ploeg reed hij enkel een vijftal Belgische eendagskoersen, waarin plek 49 in de Brussels Cycling Classic zijn beste klassering was. Op het wereldkampioenschap sprintte hij naar de zevende plek in de wegwedstrijd voor beloften.
In 2017 werd García prof bij Bahrain-Merida. Zijn debuut voor de Bahreinse formatie maakte hij in Ronde van Dubai, waar hij in de derde etappe als achttiende finishte. Zijn World Tourdebuut maakte hij in de Omloop Het Nieuwsblad, waar hij op plek 91 eindigde. Zijn beste klassering in het voorjaar, waarin hij onder meer deelnam aan de Ronde van Vlaanderen, Parijs-Roubaix en de Amstel Gold Race, was de elfde plaats in de Scheldeprijs. Na een rustperiode van een maand stond García in mei aan de start van de Ronde van Japan. In 2,65 kilometer lange proloog zette hij, achter Daniel Summerhill en Anthony Giacoppo, de derde tijd neer. Daardoor werd hij de eerste leider in het jongerenklassement. Na de zesde etappe, een 11,3 kilometer lange rit op de Fuji, verloor hij de leiding in dat klassement aan zijn ploeggenoot Domen Novak. Op het Europese kampioenschap werd hij achtste in de wegwedstrijd. Later die maand stond hij aan de start van de Ronde van Spanje. Daar eindigde hij in twee etappes bij de beste vijf renners en werd hij honderdste in het eindklassement. Zijn seizoen sloot hij af door op plek 21 te eindigen in de wegwedstrijd voor beloften op het wereldkampioenschap.

## Overwinningen
2012
 Spaans kampioen op de weg, junioren
2016
Jongerenklassement Istrian Spring Trophy
4e etappe Koers van de Olympische Solidariteit
2019
5e etappe Ronde van Californië
2020
3e etappe Parijs-Nice
2022
Gran Piemonte
2025
2e etappe Ronde van Asturië

## Resultaten in voornaamste wedstrijden
| Jaar | Ronde van Italië | Ronde van Frankrijk | Ronde van Spanje |
| ---- | ---------------- | ------------------- | ---------------- |
| 2017 |                  |                     | 100e             |
| 2018 |                  |                     | 99e              |
| 2019 |                  | 114e                |                  |
| 2020 |                  |                     |                  |
| 2021 |                  | 94e                 |                  |
| 2022 |                  |                     |                  |
| 2023 |                  |                     | 72e              |
| 2024 |                  |                     |                  |
| 2025 |                  | 117e                |                  |

| Jaar | Milaan-San Remo | Gent-Wevelgem | Ronde van Vlaanderen | Parijs-Roubaix | Amstel Gold Race | Ronde van Lombardije | Waalse Pijl | Clásica San Sebastián |  | WK op de weg |  | Wereldranglijsten |
| ---- | --------------- | ------------- | -------------------- | -------------- | ---------------- | -------------------- | ----------- | --------------------- |  | ------------ |  | ----------------- |
| 2017 |                 | 104e          | 68e                  | opgave         | opgave           |                      |             | 68e                   |  |              |  | 317e (UWT)        |
| 2018 |                 | 122e          | 37e                  | opgave         |                  |                      |             |                       |  |              |  |                   |
| 2019 |                 | opgave        | 24e                  | 41e            | opgave           |                      |             | opgave                |  | opgave       |  |                   |
| 2020 | 93e             | 51e           |                      |                |                  |                      |             |                       |  |              |  |                   |
| 2021 | 30e             | 18e           | 23e                  | 27e            | opgave           |                      | opgave      |                       |  | 23e          |  |                   |
| 2022 | 23e             | 8e            | 22e                  | 25e            | 57e              | opgave               |             |                       |  | 11e          |  |                   |
| 2023 | 33e             | opgave        | 21e                  | 32e            |                  |                      |             | 27e                   |  | 30e          |  |                   |
| 2024 |                 |               | 26e                  | 63e            | 84e              |                      | opgave      |                       |  |              |  |                   |
| 2025 | 21e             | 24e           | 9e                   | opgave         |                  |                      |             |                       |  |              |  |                   |

## Ploegen
- 2015 –  AWT-GreenWay
- 2016 –  Klein Constantia
- 2016 – →  Etixx-Quick Step (stagiair vanaf 1 augustus)
- 2017 –  Bahrain-Merida
- 2018 –  Bahrain-Merida
- 2019 –  Bahrain-Merida
- 2020 –  Bahrain McLaren
- 2021 –  Movistar Team
- 2022 –  Movistar Team
- 2023 –  Movistar Team
- 2024 –  Movistar Team
- 2025 –  Movistar Team

Baška · Bechynē · Bouhanni · Brockhoff · Cuadros · García · Guérin · Kasperkiewicz · Lehky · Novák · Schachmann · Schlegel · Molly (stagiair)
Bico · Bokeloh · Cavagna · García · Kasperkiewicz · Lehky · Mas · Molly · Narváez · Schachmann · Schlegel · Schreurs · Sisr · Lecroq (stagiair)
Alaphilippe · Boonen · Bouet · Brambilla · Contreras · de la Cruz · De Plus · Gaviria · Jungels · Keisse · Kittel · Lampaert · Maes · D. Martin · T. Martin   · Martinelli · Meersman · Richeze · Sabatini · Serry · Štybar · Terpstra · Trentin · Vakoč · Vandenbergh · Van Keirsbulck · Velits · Vermote · Verona · Wiśniowski · Costa (stagiair) · García (stagiair) · Sisr (stagiair)
Agnoli · Arashiro · Boaro · Bole · Bonifazio · Božič · Brajkovič · Cink · Colbrelli · Feng · García · Gasparotto · Grmay · Haussler · Insausti · Izagirre · Moreno · Navardauskas · A. Nibali · V. Nibali · Novak · Pellizotti · Per · Pibernik · Siwtsow · Visconti · Wang · Garosio (stagiair) · Padoen (stagiair) · Toniatti (stagiair)
Agnoli · Arashiro · Boaro · Bole · Bonifazio · Božič · Colbrelli · Feng · García · Gasparotto · Haussler · G. Izagirre · J. Izagirre · Koren · Mohorič · Navardauskas · A. Nibali · V. Nibali · Novak · Padoen · Pellizotti · Per · Pernsteiner · Pibernik · Pozzovivo · Siwtsow · Visconti · Wang
Agnoli · Arashiro · Bauhaus · Bole · Caruso · Colbrelli · Dennis     · Feng · García · Garosio · Haussler · Koren · Mohorič · A. Nibali · V. Nibali · Novak · Padoen · Pernsteiner · Pibernik · Pozzovivo · Sieberg · Teuns · Tratnik · Wang · Williams
Arashiro · Battaglin · Bauhaus · Bilbao · Bole · Buitrago · Capecchi · Caruso · Cavendish · Colbrelli · Davies · Feng · García Cortina · Haller · Haussler · Inkelaar · Landa · Mohorič · Novak · Padoen · Pernsteiner · Pibernik · Poels · Sieberg · Teuns · Tratnik · Valls · Williams · Wright
Alba · Arcas · Carretero · Cataldo · Cullaigh · Elosegui · Erviti · García · González ·  Hollmann · Jacobs · Jorgenson · López (tot 1/10) · E. Mas · L. Mas · Mora · Mühlberger · Norsgaard · Oliveira · Pedrero · Rojas · Rubio · Samitier · Serrano · Soler · Torres · Valverde · Verona · Villella
Aranburu · Arcas · Barta · Elosegui · Erviti · García · González · Hollmann · Izagirre · Jacobs · Jorgenson · Kanter · Lazkano · E. Mas · L. Mas · Mühlberger · Norsgaard · Oliveira · Pedrero · Rangel Costa · Rodríguez · Rojas · Rubio · Samitier · Serrano · Sosa · Torres · Valverde · Verona
Aranburu · Arcas · Barta · Erviti · García · Gaviria · González · Guerreiro · Hollmann · Izagirre · Jacobs · Jorgenson · Kanter · Lazkano · E. Mas · L. Mas · Mühlberger · Norsgaard · Oliveira · Pedrero · Rangel Costa · Rodríguez · Rojas · Romeo · Rubio · Samitier · Serrano · Sosa · Torres · Verona
Aranburu · Arcas · Barrenetxea · Barta · Canal · Cavagna · Cimolai · Formolo · García · Gaviria · Guerreiro · Jacobs · Lazkano · Mas · Milesi · Moro · Mühlberger · Norsgaard · Oliveira · Pedrero · Quintana · Rangel Costa (tot 19/8) · Romeo · Romo · Rubio · Samitier · Serrano · Sosa · Torres